# Signoretia bilineata
Signoretia bilineata är en insektsart som beskrevs av Baker 1923. Signoretia bilineata ingår i släktet Signoretia och familjen dvärgstritar. Inga underarter finns listade i Catalogue of Life.